# Lista de prefeitos de Altinho
Esta é a lista de prefeitos e vice-prefeitos do município de Altinho, estado brasileiro de Pernambuco:
| Nº | Prefeito                                          | Imagem                         | Partido              | Vice-prefeito                           | Início do mandato       | Fim do mandato                                         | Observações                                      |
| 1  | Brasiliano de Barros Correia                      |                                | PR                   | Ciro Araújo Barbosa                     | 24 de março de 1892     | 24 de março de 1892                                    | Prefeito eleito, cassado antes de tomar posse    |
| 2  | José Nicodemos de Pontes                          |                                | PR                   | Wálter Mendonça de Souza                | 25 de março de 1892     | 15 de agosto de 1892                                   | Prefeito eleito, enunciou ao cargo               |
| 3  | João Ferreira de Moraes                           |                                | PR                   | Joaquim Antônio Correia de Vasconcellos | 15 de novembro de 1892  | 15 de novembro de 1895                                 | Prefeito eleito em sufrágio universal            |
| 4  | Joaquim Antônio Correia de Vasconcellos           |                                | PR                   | Reniel de Lima Brito                    | 15 de novembro de 1895  | junho de 1896                                          | Prefeito eleito em sufrágio universal            |
| 5  | Pedro Alves da Costa Couto                        |                                | PR                   | Manoel Zacharias de Souza Lyra          | junho de 1896           | 15 de novembro de 1898                                 | Prefeito eleito em sufrágio universal            |
| 6  | Manoel Zacharias de Souza Lyra                    |                                | PR                   | Elci Gonçalves da Silva                 | 15 de novembro de 1898  | 15 de novembro de 1901                                 | Prefeito eleito em sufrágio universal            |
| 7  | Florêncio Maurício de Alencar                     |                                | PR                   | Mário dos Santos Rodrigues              | 15 de novembro de 1901  | 15 de novembro de 1904                                 | Prefeito eleito em sufrágio universal            |
| 8  | Guilhermino Bezerra da Silva                      |                                | PR                   | Manoel Alves da Silva                   | 15 de novembro de 1904  | 15 de novembro de 1907                                 | Prefeito eleito em sufrágio universal            |
| 9  | Manoel Alves da Silva                             |                                | PRC                  | Olair Peixoto Martins                   | 15 de novembro de 1907  | 14 de novembro de 1909                                 | Prefeito eleito, renunciou ao cargo              |
| 10 | Francisco Simões de Moraes                        |                                | PRC                  | Daniel Corrêa de Moura                  | 14 de novembro de 1909  | 15 de novembro de 1910                                 | Subprefeito                                      |
| 11 | Manoel Alves da Silva                             |                                | PL                   | Olair Peixoto Martins                   | 15 de novembro de 1910  | 15 de novembro de 1913                                 | Prefeito eleito em sufrágio universal            |
| 12 | Joaquim Alves dos Santos                          |                                | PRC                  | Roberto Barbosa Teixeira                | 15 de novembro de 1913  | 15 de novembro de 1916                                 | Prefeito eleito em sufrágio universal            |
| 13 | José Alves da Costa Couto                         |                                | PL                   | Olair Peixoto Martins                   | 15 de novembro de 1916  | 15 de novembro de 1919                                 | Prefeito eleito em sufrágio universal            |
| 14 | Ernesto Leocádio Vieira                           |                                | PL                   | Roberto Barbosa Teixeira                | 15 de novembro de 1919  | 1920                                                   | Prefeito eleito, renunciou ao cargo              |
| 15 | José Mendes da Silva                              |                                | PRC                  | Mário dos Santos Rodrigues              | 1920                    | 1920                                                   | Subprefeito                                      |
| 16 | Alberto Guilherme de Azevedo Lyra                 |                                | PL                   | Roberto Barbosa Teixeira                | 1920                    | 15 de novembro de 1922                                 | Prefeito eleito em sufrágio universal            |
| 17 | José Aureliano de Barros Correia                  |                                | PL                   | Abel Guilherme de Azevedo Lyra          | 15 de novembro de 1922  | 15 de novembro de 1925                                 | Prefeito eleito em sufrágio universal            |
| 18 | Abel Guilherme de Azevedo Lyra                    |                                | PRC                  | Fernando Martins da Silva               | 15 de novembro de 1925  | 15 de novembro de 1928                                 | Prefeito eleito em sufrágio universal            |
| 19 | Sebastião Alves de Barros Correia                 |                                | PDB                  | Eldes José dos Reis                     | 15 de novembro de 1928  | maio de 1929                                           | Prefeito eleito, faleceu no exercício do mandato |
| 20 | Caetano Bento de Figueiredo                       |                                | PRC                  | Valmir de Andrade Alves                 | maio de 1929            | 7 de outubro de 1930                                   | Subprefeito                                      |
| 21 | Joaquim Alves dos Santos                          |                                | AL                   | Joaquim Severino de Jesus               | 7 de outubro de 1930    | 24 de maio de 1935                                     | Prefeito nomeado                                 |
| 22 | José Wamberto Pinheiro de Assunção                |                                | AL                   | Jucemar Teodoro da Silva                | 24 de maio de 1935      | 13 de fevereiro de 1936                                | Prefeito nomeado                                 |
| 23 | Irineu Esperidião de Carvalho                     |                                | AL                   | José Luís Soares                        | 13 de fevereiro de 1936 | 15 de agosto de 1936                                   | Prefeito nomeado                                 |
| 24 | Ignácio Baptista de Arruda Melo                   |                                | PDB                  | João Batista Alves                      | 15 de agosto de 1936    | 22 de dezembro de 1937                                 | Prefeito eleito em sufrágio universal            |
| 25 | Pulchério Pereira de Andrade                      |                                | AL                   | João Luiz de Souza Couto                | 22 de dezembro de 1937  | 30 de setembro de 1938                                 | Prefeito nomeado                                 |
| 26 | Antônio Lins de Figueiredo                        |                                | PP                   | Damião Firmino de Souza                 | 30 de setembro de 1938  | 7 de julho de 1939                                     | Prefeito nomeado                                 |
| 27 | Rubens Lemos Barbosa da Silva                     |                                | PP                   | Alexandre de Moura Aranha               | 7 de julho de 1939      | 11 de outubro de 1945                                  | Prefeito nomeado                                 |
| 28 | Moisés Corrêa da Silva                            |                                | PRP                  | Júlio César Rodrigues dos Santos        | 11 de outubro de 1945   | 12 de novembro de 1945                                 | Prefeito nomeado                                 |
| 29 | Manuel Alfredo Ribeiro da Silva                   |                                | PSD                  | João Rodrigues de Oliveira Catalão      | 12 de novembro de 1945  | 19 de fevereiro de 1946                                | Prefeito nomeado                                 |
| 30 | Rubens Lemos Barbosa da Silva                     |                                | PSD                  | Manoel Nunes Couto                      | 19 de fevereiro de 1946 | 20 de abril de 1946                                    | Prefeito nomeado                                 |
| 31 | Moisés Corrêa da Silva                            |                                | PDC                  | José Bento da Rocha Mello               | 20 de abril de 1946     | 7 de janeiro de 1947                                   | Prefeito nomeado                                 |
| 32 | José Pedro da Silva                               |                                | PDC                  | José Bento da Rocha Mello               | 7 de janeiro de 1947    | 26 de janeiro de 1947                                  | Prefeito nomeado                                 |
| 33 | Maria da Conceição Pereira de Andrade             |                                | PDC                  | João Rodrigues de Oliveira Catalão      | 26 de janeiro de 1947   | 22 de fevereiro de 1947                                | Prefeita nomeada                                 |
| 34 | Izaías de Souza Ferraz                            |                                | PDC                  | João Rodrigues de Oliveira Catalão      | 22 de fevereiro de 1947 | 25 de fevereiro de 1947                                | Prefeito nomeado                                 |
| 35 | Josino Barbosa de Medeiros                        |                                | PDC                  | João Rodrigues de Oliveira Catalão      | 25 de fevereiro de 1947 | 16 de agosto de 1947                                   | Prefeito nomeado                                 |
| 36 | José Ferreira de Lima                             |                                | PDC                  | José Félix Rodrigues                    | 16 de agosto de 1947    | 15 de novembro de 1947                                 | Prefeito nomeado                                 |
| 37 | José Félix Rodrigues                              |                                | PRT                  | Luís Benevides de Mello                 | 15 de novembro de 1947  | 15 de novembro de 1951                                 | Prefeito eleito em sufrágio universal            |
| 38 | Luís Benevides de Mello                           |                                | PST                  | Múcio Roberto Pereira                   | 15 de novembro de 1951  | 15 de novembro de 1955                                 | Prefeito eleito em sufrágio universal            |
| 39 | José Félix Rodrigues                              |                                | PRT                  | Paulo Wágner Pinheiro                   | 15 de novembro de 1955  | 15 de novembro de 1959                                 | Prefeito eleito em sufrágio universal            |
| 40 | Menandro Pereira Filgueira Neto                   |                                | PSP                  | Francisco Machado Neto                  | 15 de novembro de 1959  | 15 de novembro de 1963                                 | Prefeito eleito em sufrágio universal            |
| 41 | José Félix Rodrigues                              |                                | UDN                  | Paulo Wágner Pinheiro                   | 15 de novembro de 1963  | 31 de janeiro de 1969                                  | Prefeito eleito em sufrágio universal            |
| 42 | Júlio Rodrigues Filho                             |                                | ARENA                | José de Ribamar Pinto Soares            | 31 de janeiro de 1969   | 31 de janeiro de 1973                                  | Prefeito eleito em sufrágio universal            |
| 43 | José Félix Rodrigues                              |                                | ARENA                | Luiz Gonzaga Neto                       | 31 de janeiro de 1973   | 31 de janeiro de 1977                                  | Prefeito eleito em sufrágio universal            |
| 44 | Júlio Rodrigues Filho                             |                                | ARENA                | Vanderley Farias Pedrosa                | 31 de janeiro de 1977   | 31 de janeiro de 1983                                  | Prefeito eleito em sufrágio universal            |
| 45 | Carlos Henrique de Almeida Castro                 |                                | PDS                  | Edmílson Alves Júnior                   | 31 de janeiro de 1983   | 1º de janeiro de 1989                                  | Prefeito eleito em sufrágio universal            |
| 46 | José Ferreira de Omena                            |                                | PFL                  | Cláudio Lúcio de Carvalho               | 1º de janeiro de 1989   | 1º de janeiro de 1993                                  | Prefeito eleito em sufrágio universal            |
| 47 | Carlos Henrique de Almeida Castro                 |                                | PFL                  | William Braga                           | 1º de janeiro de 1993   | 1º de janeiro de 1996                                  | Prefeito eleito em sufrágio universal            |
| 48 | José Ferreira de Omena                            |                                | PSB                  | Milton Pereira Duque                    | 1º de janeiro de 1997   | 1º de janeiro de 2001                                  | Prefeito eleito em sufrágio universal            |
| 48 | José Ferreira de Omena                            | PSDB                           | Milton Pereira Duque | 1º de janeiro de 2001                   | 1º de janeiro de 2005   | Prefeito e vice reeleitos em sufrágio universal        |                                                  |
| 49 | Edmilson de Barros Mélo, Dr. Edmilson do Cartório |                                | PP                   | Gilvaney Nunes do Rêgo (PSDB)           | 1º de janeiro de 2005   | 1º de janeiro de 2009                                  | Prefeito e vice eleitos em sufrágio universal    |
| 50 | José Sávio de Omena                               |                                | PSB                  | José Ailson de Oliveira (PP)            | 1º de janeiro de 2009   | 1º de janeiro de 2013                                  | Prefeito e vice eleitos em sufrágio universal    |
| 51 | José Ailson de Oliveira                           |                                | PSD                  | Marcos Fernandes Sampaio (DEM)          | 1º de janeiro de 2013   | 1º de janeiro de 2017                                  | Prefeito e vice eleitos em sufrágio universal    |
| 51 | Orlando José da Silva                             |                                | PSB                  | Vacely Wacemberg Santos Duarte (PCdoB)  | 1º de janeiro de 2017   | 1° de janeiro de 2021                                  | Prefeito e vice eleitos em sufrágio universal    |
| 51 | Orlando José da Silva                             | José Petrucio Rodrigues (PSDB) | PSB                  | 1° de janeiro de 2021                   | 31 de dezembro de 2024  | Prefeito reeleito e vice eleito em sufrárgio universal |                                                  |
| 52 | Marivaldo Pena                                    |                                | PSB                  | Adnaílson Pedro Barbosa da Silva (PP)   | 1° de janeiro de 2025   | Atualidade                                             | Prefeito e vice eleitos em sufrágio universal    |